# M3U
L'M3U è un formato file utilizzato per definire playlist per i programmi di lettura di file multimediali, i cosiddetti lettori multimediali. Può essere creato sia dai programmi stessi per salvare una sequenza di brani o manualmente attraverso un editor di testo. 
Nato per memorizzare una sequenza di brani musicali mp3 e poi di video, il formato M3U è comunemente usato per l'ascolto di web radio o di IPTV. 
La sua caratteristica fondamentale è che consente di caricare contemporaneamente una intera sequenza di file musicali o multimediali senza il bisogno di selezionarli selettivamente uno ad uno.
Va notato che un file M3U può richiamare a sua volta altri file M3U e non esclusivamente file multimediali.

## Specifiche del formato
Non vi sono formali specificazioni per il formato M3U; è uno standard de facto. Solo nel novembre 2015 la IETF (Internet Engineering Task Force) ha pubblicato una proposta di linee guida che standardizza il formato M3U per l'HTTP Live Streaming.
Un file M3U è un file di testo che definisce la posizione dei file multimediali nei computer e lo loro sequenza di esecuzione.
L'estensione utilizzata è .m3u quando la codifica dei caratteri è quella standard non Unicode del sistema locale (ASCII).
La posizione di ciascun file può essere indicata:
- un percorso locale assoluto, come ad esempio C:\Musica\canzone1.mp3
- un percorso locale relativo (riferito alla posizione del file M3U), come ad esempio canzone1.mp3 oppure album1/canzone1.mp3
- un URL nel caso di file o di altre playlist localizzate su internet

Eventuali commenti devono essere preceduti dal carattere "#" mentre se si desidera utilizzare la direttiva estesa #EXTINF (facoltativa) che permette di specificare informazioni addizionali occorre che la prima riga del file contenga la direttiva #EXTM3U.

## Esempio
```
 #EXTM3U
 
 #EXTINF:120,Titolo di esempio
 C:\Documents and Settings\Utente\Musica\Esempio.mp3
 
 #EXTINF:233,Traccia 1
 musica\artista\traccia01.ogg
 music\playlist.m3u

 #EXTINF:-1,My Cool Stream
 http://www.site.com:8000/listen.pls

```

Il primo numero (120) indica la lunghezza della traccia in secondi. In caso di streaming, la lunghezza non può essere specificata e quindi va inserito il valore -1.

Segue una virgola ed il titolo del brano, che verrà mostrato nel lettore multimediale. Nella riga successiva è specificato il percorso (assoluto o relativo) del file multimediale. Alcuni programmi sono in grado di interpretare come titolo di brano non solo il testo piano, ma anche un testo definito con uno specifico linguaggio di markup, come il wikitesto, per modificare il carattere tipografico dei caratteri (es: #EXTINF:-1,[COLOR yellow]Titolo [/COLOR]).

### M3U8
La versione Unicode di M3U è M3U8 e utilizza la codifica UTF-8 per i caratteri.

I files M3U8 sono utilizzati per il funzionamento di base dell'HTTP Live Streaming, un protocollo di comunicazione per la trasmissione di flussi multimediali in streaming (HLS) originariamente progettato da Apple, ed ora come formato popolare per il Dynamic Adaptive Streaming over HTTP (DASH).